# Aeschynanthus sojolianus
Aeschynanthus sojolianus là một loài thực vật có hoa trong họ Tai voi. Loài này được Mendum & L.E.R.Galloway mô tả khoa học đầu tiên năm 2006.